# Rdzawobród
Rdzawobród, pstropiór afrykański (Xenoperdix udzungwensis) – gatunek średniej wielkości ptaka z rodziny kurowatych (Phasianidae), endemiczny dla Tanzanii. Zagrożony wyginięciem.

## Występowanie
Południowa Tanzania, gdzie występuje na kilku obszarach gór Udzungwa: górach Ndundulu i Nyumbanitu, oraz w lesie Mafwemiro w północnej części gór Rubeho.

## Systematyka
Gatunek opisany w 1994 roku przez Dinesena i współpracowników pod obecną nazwą na podstawie holotypu zebranego na górze Ndundulu w górach Udzungwa w Tanzanii. Systematyka w obrębie gatunku jest niejasna i kontrowersyjna. Część uczonych wyodrębnia podgatunek obscuratus odkryty przez Fjeldså i Kiure w 2003 roku do rangi gatunku na podstawie analiz DNA, sugerujących brak przepływu genów między populacjami oddalonymi od siebie tylko o 100 km. Ponadto różnią się między sobą aspektami w ubarwieniu ogona i głowy. Jednak według BirdLife Taxonomic Working Group te różnice (mniejsze rozmiary, różnice w ubarwieniu i rozbieżności molekularne na poziomie 0,5%) nie są na tyle znaczące, by uznać ten takson za odrębny gatunek.

### Podgatunki
Wyróżniono dwa podgatunki X. udzungwensis:
- X. udzungwensis udzungwensis – rdzawobród większy – góry Udzungwa
- X. udzungwensis obscuratus – rdzawobród mniejszy – góry Rubeho

## Morfologia
Długość ciała podgatunku udzungwensis wynosi 29 cm, podgatunku obscuratus 25–28 cm. Długość ogona u podgatunku udzungwensis 68–73 mm, u podgatunku obscuratus 57,5–61,8 mm. Masa ciała u trzech samców z podgatunku udzungwensis 220 g, 222 g i 239 g, u podgatunku obscuratus 150 g. U podgatunku udzungwensis jasnoczerwony dziób, górne części ciała koloru rdzawego z ciemnymi paskami. Dolna część ciała koloru szarego z dużą ilością ciemnych plam. Samica podobna do samca, ale ma ciemniejszy czubek głowy i większe plamy na głowie i dolnych częściach ciała. Upierzenie młodych nieopisane. U podgatunku obscuratus upierzenie pomarańczowo-brązowe z czarnymi pasami i plamami. Górna część skrzydeł najczęściej w kolorach ciemnobrązowych. Tęczówki brązowe, dziób koloru szkarłatnego. Nieopierzone części nóg koloru żółtego. Upierzenie młodych nieopisane. 

## Tryb życia
Podgatunek udzungwensis zasiedla górskie, wiecznie zielone lasy na wysokościach 1350 m n.p.m. i 1900 m n.p.m. Spotyka się go na grzbietach i stromych zboczach gór, a także na bardziej płaskim terenie, zwłaszcza tam, gdzie podszyt jest otwarty. Podgatunek obscuratus zamieszkuje górskie lasy na wysokości 1700–1900 m n.p.m., głównie w lasach z drzewami z rodzaju Podocarpus i otwartym podszytem. 
Podgatunek udzungwensis żywi się bezkręgowcami, takimi jak chrząszcze, mrówki, muchy i równonogi. Spożywa także nasiona. Brak informacji na temat nawyków żywieniowych drugiego podgatunku.
Okres rozrodczy u podgatunku udzungwensis przypada najprawdopodobniej na początku pory deszczowej. Dorosłe osobniki były widywane z młodymi pod koniec listopada i na początku grudnia. Brak dalszych informacji na temat rozrodu u obu podgatunków.

## Status i ochrona
W Czerwonej księdze gatunków zagrożonych Międzynarodowej Unii Ochrony Przyrody został zaliczony do kategorii EN (zagrożony wyginięciem). Populację szacuje się na 3700 osobników, w oparciu o zasięg i gęstość gatunku w lesie Ndundulu. Butynski i Ehardt sugerują, że ocena ta może być zbyt wysoka, ponieważ w innych częściach zakresu ptak ten wydaje się być znacznie mniej powszechny. Populację w najlepszym razie szacuje się w zakresie 3000–4000 osobników, co mniej więcej odpowiada 2000–2700 dojrzałych ptaków.